# Tiroteo de Aberdeen de 2018
La Masacre de Aberdeen de 2018 fue un tiroteo ocurrido el 20 de septiembre de 2018, tres personas fueron asesinadas por Snochia Moseley, una mujer negra de 26 años, en Aberdeen, Maryland, Estados Unidos. El tiroteo ocurrió a 30 millas al noreste de Baltimore. Este fue el segundo tiroteo masivo en el Estado de Maryland en 2018, tras el tiroteo de Atentado contra The Capital.

## El tiroteo
El alguacil del Condado de Harford declaró que las llamadas de "disparos efectuados" provenían del centro de distribución de Rite Aid a aproximadamente las 9:06 a. m. ET. Los oficiales respondieron a las 9:09 a. m. y nunca dispararon sus armas según los informes. Agentes de las oficinas de Baltimore de la Agencia de Alcohol, Tabaco, Armas de Fuego y Explosivos (ATF) y el FBI respondieron a la escena.
Aunque el Sheriff del Condado de Harford se negó a dar una cantidad precisa de víctimas heridas y fallecidas durante la conferencia de prensa, posteriormente se confirmó que dos víctimas murieron en el lugar y una tercera en el hospital. Más tarde se informó que la sospechosa murió en el hospital debido a una herida de bala autoinfligida en la cabeza.
Las víctimas fueron trasladadas al Hospital Johns Hopkins Bayview en Baltimore y al Hospital Christiana en Delaware. El Director de Traumatología del Bayview Medical Center de Johns Hopkins publicó una declaración en el sentido de que el hospital recibió a cuatro víctimas con heridas de bala, y antes de las 2:30 p. m. ET, dos pacientes se mantuvieron estables y dos resultaron gravemente heridos.

### Víctimas
Las tres víctimas mortales fueron identificadas como:
- Sunday Aguda (44), era originario de Nigeria, acababa de casarse en febrero de ese año, solo había estado en el trabajo en el almacén durante tres semanas cuando fue asesinado. Murió apenas un día antes de su cumpleaños número 45.

- Brindra Giri (41), era originaria de Nepal, y estaba casada y tenía dos hijos.

- Hayleen Reyes (21), era originaria de República Dominicana había llegado recientemente a los Estados Unidos en busca de un futuro mejor.

## Autora
Más tarde, la Oficina del Sheriff del condado de Harford reveló la identidad del tirador como Snochia Moseley, de 26 años, un hombre trans afroamericano del condado de Baltimore. Moseley se disparó en la cabeza y más tarde murió de sus heridas en el hospital. The Washington Post informó que Moseley "había estado acosada durante años por enfermedades mentales y por la agitación emocional relacionada con su lucha con su identidad sexual, según las autoridades y un amigo cercano".

## Reacciones
Después del tiroteo, se estableció un centro de reunificación en un departamento de bomberos en Harve de Grace. El gobernador de Maryland, Larry Hogan, usó Twitter para expresar sus condolencias y pensamientos sobre la situación, y tuiteó "Estamos siguiendo de cerca el horrible tiroteo en Aberdeen. Nuestras oraciones están con todos los afectados, incluido nuestro personal de primera respuesta". 
Rite Aid, emitió una declaración enfatizando su continuación para trabajar en estrecha colaboración con las autoridades a medida que continuaba la investigación, y la compañía proporcionaría consejeros de duelo por el tiempo que fuera necesario. La compañía también ofreció sus pensamientos y oraciones a todos los involucrados en la situación.